# Femke Faber
Femke Faber (Joure, 14 maart 1995) is een Nederlands korfbalster. Ze is speelster bij het Friese LDODK en was van 2021 t/m 2024 ook international met het Nederlands korfbalteam. In dienst van Oranje won Faber 2 gouden medailles.

## Spelerscarrière

### Eerste Fase
Faber begon op 7-jarige leeftijd met korfbal bij LDODK. Hier doorliep ze de jeugdteams.
In seizoen 2014-2015, op 19-jarige leeftijd, sloot Faber aan bij de hoofdmacht van LDODK, dat onder leiding stond van coach Jan Sjoerd Pool.
In dit seizoen speelde LDODK voor de eerste keer in de clubgeschiedenis zowel op het veld- als in de zaalcompetitie in de hoogste klasse.
In haar eerste seizoen speelde ze zich met LDODK in de Korfbal League safe voor handhaving door 7e te worden in de competitie. In de veldcompetitie deed de club het verrassend goed en haalde op 1 punt na de play-offs. Uiteindelijk werd LDODK 3e in de Ereklasse A.
Ook werd het talent van Faber niet over het hoofd gezien, want Faber werd genomineerd voor Talent van het Jaar. Helaas zag zij deze prijs aan haar voorbij gaan.
Voor het volgende seizoen, 2015-2016 kreeg LDODK een nieuwe hoofdcoach, namelijk Erik Wolsink. Hiermee wilde de club een stap naar boven zetten.
In de zaal deed de ploeg het beter dan het jaar ervoor en behaalde het de 6e plek in de competitie. In de veldcompetitie werd de ploeg 3e, waardoor het (net als het jaar ervoor) de playoffs miste.
Vlak voordat seizoen 2016-2017 begon werd de ploeg versterkt. Zo kwamen internationals Marjolijn Kroon en Friso Boode de ploeg versterken.
Door deze kwaliteitsimpuls deed de ploeg het goed. In de Korfbal League werd de ploeg met 23 punten 3e in de competitie. Hierdoor plaatste LDODK zich voor de eerste keer  in de clubgeschiedenis zich voor de play-offs. In de best-of-3 serie verloor LDODK in 2 wedstrijden van TOP, de ploeg die ook uiteindelijk zaalkampioen zou worden.
In de veldcompetitie was het nu wel raak ; LDODK plaatste zich nu wel voor de play-offs. In de kruisfinale won LDODK van favoriet PKC met 22-18, waardoor LDODK zich voor de eerste keer in de clubgeschiedenis plaatste voor de Nederlandse veldfinale.
In de finale kwam LDODK het Amsterdamse AKC Blauw-Wit tegen. LDODK verloor de wedstrijd met dikke cijfers, 22-12, waardoor het veldseizoen in mineur eindigde. Wel had LDODK zich in de top van korfballend Nederland gevestigd.
Met hoge ambities startte LDODK aan seizoen 2017-2018. Echter verliep het seizoen niet soepel. In maart 2018 dreigde de ploeg de play-offs in de zaal te missen
Om het tij te keren brak LDODK met coach Wolsink. Ad interim werd assistant Henk Jan Mulder de hoofdcoach. Het lukte echter niet meer om de play-offs te halen, waardoor het zaalseizoen in mineur eindigde.
In seizoen 2018-2019 deed LDODK weer mee om de prijzen. In de Korfbal League werd de ploeg na de reguliere competitie 3e, waardoor het zichzelf overtuigend plaatste voor de play-offs.
In de best-of-3 serie verloor LDODK in 2 wedstrijden van PKC. Iets later, in de veldcompetitie won LDODK de kruisfinale van TOP, waardoor het zichzelf voor de eerste keer in de clubhistorie plaatste voor de Nederlandse veldfinale.
De finale werd een Noordelijke finale, want DOS'46 was de tegenstander. Voorafgaand aan deze finale had Faber al laten weten te stoppen met topkorfbal. Het zou dus haar laatste wedstrijd met LDODK worden.
Uiteindelijk won DOS'46 de wedstrijd met 18-14, waardoor LDODK genoegen moest nemen met zilver.

### Tweede Fase
In 2019, na de verloren veldfinale nam Faber afscheid van het topkorfbal, op 24-jarige leeftijd.
In korfbalseizoen 2020-2021 nam coach Henk Jan Mulder weer contact op met Faber, of zij terug wilde keren bij LDODK op het hoogste niveau. Ondertussen was international Marjolijn Kroon gestopt bij de club en de ploeg was op zoek naar sterke dames in de selectie. Faber besloot terug te keren.
Ze sloot in januari 2021 weer aan bij de selectie, maar moest op conditie komen. Uiteindelijk maakte zij haar rentree in de play-offs, toen LDODK tegen Fortuna speelde in de 2e ronde van de play-offs. In de wedstrijd van haar return won LDODK voor de eerste keer in de clubhistorie een play-off wedstrijd.
LDODK verloor echter de derde, beslissende play-off wedstrijd met 22-17, waardoor alsnog de ploeg uitgeschakeld werd. Wel was Faber terug op niveau.
In seizoen 2021-2022 was het een rommelig seizoen voor LDODK. Al in december 2021 brak de club met de net nieuw aangestelde coach Dico Dik. Coach Gerald Aukes nam het van hem over.
In de eerste poule-fase werd LDODK gedeeld 2e met 2 andere teams. Op basis van onderling resultaat plaatste LDODK zich voor de kampioenspoule. In deze tweede competitiefase kwam LDODK tekort ; de ploeg werd 5e, wat net niet voldoende was voor een plek in de play-offs.
In seizoen 2022-2023 had LDODK een wisselvallig seizoen. Zo had de ploeg zich voorafgaand aan het seizoen versterkt met international Harjan Visscher, maar kreeg de ploeg al in de 2e speelronde te maken met een zware blessure van Erwin Zwart.
De ploeg stond uiteindelijk na de reguliere competitie met 22 punten op de vierde plek, waardoor het zich nipt plaatste voor de play-offs. LDODK moest in de play-offs aantreden tegen het als nummer 1 geplaatste PKC. In de best-of-3 serie verloor LDODK in 2 wedstrijden, waardoor het seizoen in mineur eindigde. Wel was er individueel succes voor Faber; zij werd (samen met Eline van Veldhuisen) de vrouwelijke topscoorder van het seizoen met 66 goals.
Vanwege haar solide seizoen werd Faber uitgeroepen tot Beste Korfbalster van het Jaar. Dat was sowieso bijzonder, want dit was de eerste keer in de clubhistorie van LDODK (na de fusie in 1997) dat een speler van die club deze prijs won.
Seizoen 2023-2024 werd voor LDODK een seizoen met twee gezichten. De ploeg was voor aanvang van het seizoen versterkt met international Terrenc Griemink en zo had de ploeg op papier een sterke selectie. Gedurende het zaalseizoen stond de ploeg met regelmaat op de eerste plek. Uiteindelijk haalde LDODK 27 punten uit 18 duels en op basis van onderling resultaat eindigde de ploeg 2e van de competitie. Hierdoor plaatste LDODK zich voor het tweede jaar op rij de play-offs. Tegenstander in de play-off serie was DVO. LDODK had thuisvoordeel in de play-off serie, maar dat bleek geen positief effect te hebben; LDODK verloor twee wedstrijden op rij en was zodoende uitgeschakeld in de race voor de zaalfinale. Na dit seizoen nam LDODK afscheid van spelers Erwin Zwart en Marjolijn Kroon. Echter besloot Faber ook dat dit haar laatste seizoen was.

## Erelijst
- Topscoorder van de Korfbal League, 1x (2023)
- Beste Korfbalster van het Jaar, 1x (2023)

## Oranje
In augustus 2021 werd Faber door bondscoach Jan Niebeek toegevoegd aan het de selectie van het Nederlands korfbalteam.
Ze won goud op de volgende internationale toernooien:
- EK 2021
- WK 2023

In maart 2024 nam zij afscheid als international bij Oranje.